# Митрополија дабробосанска
Митрополија дабробосанска је епархија Српске православне цркве. Надлежни архијереј је митрополит Хризостом (Јевић), а сједиште митрополије се налази у Сарајеву и Сокоцу.

## Историјат
Дабарску епархију је 1219. године установио Свети Сава.

## Архијерејска намјесништва
До 2019. године митрополија је била подијељена на 4 архијерејска намјесништава, али одлуком Светог архијерејског сабора од 15. односно 16. маја 2019. године извршена арондација епархије зворничко-тузланске у корист митрополије дабробосанске. Наиме, на заједнички приједлог епископа зворничко-тузланског Фотија и митрополита дабробосанског Хризостома Свети архијерејски сабор је донио одлуку да цјеловито архијерејско намјесништво сребреничко-подрињско, те парохија оловска из архијерејског намјесништва тузланског у епархији зворничко-тузланској припадне митрополији дабро-босанској. Након те одлуке митрополија дабробосанска броји 5 архијерејских намјесништава, а то су:
- Архијерејско намјесништво горашко-вишеградско
- Архијерејско намјесништво сарајевско
- Архијерејско намјесништво сребреничко-подрињско
- Архијерејско намјесништво травничко-зеничко
- Архијерејско намјесништво фочанско

## Манастири
Одлуком Светог архијерејског сабора од 15. односно 16. маја 2019. године када је извршена арондација епархије зворничко-тузланске у корист митрополије дабро-босанске и 4 манастира и 1 метох манастира (Карно, Кнежина, Пјеновац, Сасе и Топлица) из архијерејског намјесништва сребреничко-подринњског припала су митрополији дабробосанској.
1. Богородица Чајничка,
2. Возућа,
3. Горња Лијеска,
4. Грађеник[3],
5. Добрун,
6. Добрунска Ријека,
7. Доње Вардиште,
8. Карно,
9. Кнежина,
10. Озерковићи,
11. Пјеновац,
12. Сасе
13. Соколица,
14. Топлица (метох манастира Карно).

## Епископи

### Од оснивања до пада под турску владавину (1219—1463)
- Христифор (XIII вијек)
- Јоаникије (прије 1292)
- Исаија I (1281—1286-1291)
- Јован I (XIII вијек, 1293—1307?)
- Методије (крај XIII вијека; 1322?)
- Никола I (1284—1292)
- Јован II (послије 1286)
- Спиридон (између 1286 и 1292)
- Јован III (послије 1286)
- Исаија II (крај XIII вијека)
- Гаврило (XIII вијек)
- Јован IV (1301—1317)
- Николај II (почетак XIV вијека)
- Николај III (прије 1328-око 1330; 1329?)
- Велимир Владимировић (1463)[4]
- Марко (око 1532)

### Од обнове до поновног укидања Пећке патријаршије (1557—1766)
- Варлаам (око 1557)
- Симеон (око 1573)
- Јосиф (прије 1575)
- Гаврило Аврамовић (прије 1578—1588)
- Петроније (1578—1589)
- Аксентије (1589—1601)
- Теодор (1601—1619)
- Макарије (око 1620)
- Исаија (1622—1627—1635)
- Гаврило Предојевић (до 1638)
- Исаија II (1640—1655)
- Лонгин (1656—1668)
- Мелентије (1668)
- Христофор (1668—1681)

|  | Атанасије Љубојевић (1681—1688) |

- Висарион II (1690—1708)
- Исаија III (1708—1709)

|  | Мојсије Петровић (1709—1713) |

- Мелетије Умиљановић (1713—1740)
- Гаврило Михић (1741—1752)
- Пајсије Лазаревић (1752—1759)
- Василије Јовановић-Бркић (1759—1762)
- Дионисије Никшић (1762—1765)
- Серафим (1765-1766-1767; — послије 1790?), родом Грк

### Од укидања Пећке патријаршије до Берлинског конгреса (1766—1878)
- Данило (око 1769)
- Кирило (1776—1779)
- Пајсије (1779—1794; —1802)
- Калиник (1806—1816)
- Евгеније (1808?)
- Венијамин (1816—1835)
- Амвросије Папагеоргопулос (1835—1841)
- Игњатије I (1841—1851)
- Прокопије Визант (1851—1856)
- Дионисије I (1856—1860)
- Игњатије II (1860—1868)

 Дионисије II Илијевић (1868—1871)
- Пајсије (1871—1873)
- Антим (1873—1880)

### Од Берлинског конгреса до успостављања Српске патријаршије (1878—1920)
|  | Сава Косановић (1881—1885)       |
|  | Георгије Николајевић (1885—1896) |
|  | Николај Мандић (1896—1907)       |

|  | Евгеније Летица (1908—1920) |

### Од успостављања Српске патријаршије
|  | Петар Зимоњић (1920—1941), 1941. убијен, 1998. је проглашен за свештеномученика, |
|  | Нектарије Круљ (1951—1966)                                                       |
|  | Владислав Митровић (1967—1992)                                                   |
|  | Николај Мрђа (1992—2015)                                                         |
|  | Хризостом Јевић (2017—)                                                          |